# 愛してる (Base Ball Bearの曲)
「愛してる」（あいしてる）は、Base Ball Bearの6枚目のシングル。

## 解説
- 前作「真夏の条件」から約3ヶ月ぶりのリリースとなる2007年第4弾シングル。

## 収録曲
1. 愛してる（作詞・作曲：小出祐介、編曲：Base Ball Bear・玉井健二）
  - 日本テレビ系『音楽戦士 MUSIC FIGHTER』パワープレイ
  - 日本テレビ系『音燃え!』エンディングテーマ
  - 中京テレビ『スーパーチャンプル』2007年11月度エンディングテーマ
  - フジテレビ系『志村けんのだいじょうぶだぁII』12月度エンディングテーマ
  - 北海道テレビ放送『夢チカ18』2008年1月度 オープニングテーマ
  - PV監督は児玉裕一。
  - PVでは、イントロの演奏から始まり、メンバーが服を投げ捨て歩いて行く場面から最終的にはアウトロを演奏して終わる。幕張メッセにて撮影。
  - 2ndアルバム『十七歳』、ベストアルバム『バンドBのベスト』・『増補改訂完全版「バンドBのベスト」』収録
2. カジュアルラヴ（作詞・作曲：小出祐介、編曲：Base Ball Bear）
3. 愛してる（Karaoke ver.）
4. 愛してる（史織ロケッツ ver.）